# Ploiești Vest
Ploiești Vest (rum: Gare Ploiești Vest, pol. Ploeszti Zachodnie) – stacja kolejowa w Ploeszti, w Okręgu Prahova, w Rumunii. Stacja jest obsługiwana przez pociągi CFR Călători.
Ploiești Vest znajduje w zachodniej części miasta Ploeszti. Leży na głównej linii kolejowej Rumunii łączącej Bukareszt z Oradeą.
Aż do 1915 roku, pociągi z Bukaresztu w kierunku Siedmiogrodu kursowały przez dworzec Ploiești Sud, gdzie miała miejsce zmiana czoła pociągu.

## Linie kolejowe
- Bukareszt – Oradea
- Ploiești Sud – Târgoviște